# Wiesława Nizioł
Wiesława Krystyna Nizioł – polska matematyk zajmująca się geometrią algebraiczną: teorią p-adyczną Hodge’a, reprezentacją Galois i kohomologią p-adyczną.

## Życiorys
Studiowała na Uniwersytecie Warszawskim od 1980 do 1984 roku informatykę, zdobywszy tam tytuł magistra, dzięki pracy „Metody projektowania i specyfikacji algorytmów systolicznych”, jej promotorem był Wojciech Rytter. Do roku 1988 pracowała na Uniwersytecie Warszawskim jako adiunkta. Uzyskała stopień doktora na Uniwersytecie Princeton w 1991 roku pod kierunkiem Gerda Faltingsa. W 2012 roku wyjechała do Francji, gdzie zaczęła pracować w Centre national de la recherche scientifique.
W 2006 roku wygłosiła wykład sekcyjny na Międzynarodowym Kongresie Matematyków w Madrycie.

## Profesor wizytujący
Posada wizytującą w:
- Uniwersytet Harvarda, 1991-92.
- Instytut Matematyki w Naukach Przyrodniczych im. Maxa Plancka, 1996-1997.
- IHP, Paryż, Kwiecień 1997, Styczeń-Marzec 2010.
- Uniwersytet w Strasburgu,
- CNRS, Maj-Lipiec2002.
- Westfalski Uniwersytet Wilhelma w Münsterze, Czerwiec 2003.
- Cambridge University, Marzec 2004.
- Uniwersytet Tokijski, Czerwiec, 2004.
- Berlin Mathematical School, Summer 2009.
- Institut de mathématiques de Jussieu, Listopad-Grudzień2008, Kwiecień-Czerwiec 2010.
- IAS, Princeton, Visitor, Październik-Grudzień 2010.
- Columbia University, Październik-Grudzień 2010.
- Fields Institute, Toronto, Kwiecień-Maj, 2012.
- BICMR, Pekin, Październik, 2012.
- Uniwersytet Padewski, Październik2013.
- MSRI, Research Professor, Fall 2014.
- Shanghai Center for Mathematical Sciences, Jesień 2016.
- Tata Institute, Mumbaj, Luty 2017.
- Mittag-Leffler Institute, Sztokholm, Kwiecień 2017.
- IAS, Princeton, Member, Jesień 2017.
- Hausdorff Center for Mathematics, Bonn, Kwiecień, 2018.
- Banach Institute, Warszawa, Listopad 2018.